# Période critique
Une période critique ou période sensible est un moment pendant lequel un événement ou une stimulation aura plus d'impact sur un organisme animal qu'à un autre moment de son développement. La notion d’une période critique est développée dans les années 1970 et concerne un comportement très spécifique ; elle a une durée bien délimitée, dont le début et le terme sont prédictibles; elle constitue un créneau de développement au-delà duquel le comportement en question n’est plus acquis. La notion de période sensible lui est préférée par la suite, car elle indique que les organismes sont plus sensibles, ou plus réceptifs aux apprentissages très spécifiques pendant une période particulière de leur développement, mais que ces apprentissages restent possibles (bien que plus difficiles) par la suite.
Les expériences, mettant en évidence la notion d’une période critique ou sensible, ont été effectuées sur de nombreuses espèces animales (oiseaux, mammifères, humains) et sur des systèmes sensoriels différents (vision, ouïe) ou des fonctions cognitives différentes (en particulier le langage).
La période critique ou sensible peut s'expliquer par la plus ou moins grande plasticité neuronale de l'organisme à un moment donné dans son développement.

## Description générale
La théorie de l'évolution prédit que le contrôle de ce comportement est en partie inné, le comportement inné facilitant la survie d'une espèce à un moment donné et dans un environnement donné. Cependant, le comportement n'est pas seulement d'origine biologique et inné : la biologie permet aussi d'expliquer que le comportement est appris. Certains comportements sont ainsi modifiables et sont prédisposés de telle sorte. Certains de ces comportement modifiables semblent dépendre de périodes critiques, ou sensibles, durant lesquelles l'organisme animal est prêt à acquérir ce nouveau comportement. Durant cette période, il est particulièrement sensible à certains stimuli, et certains de ses comportements sont particulièrement sujets aux modifications,. Par exemple, chez l'humain, les aspects binoculaires de la vision dépendent beaucoup des stimulations reçues les deux premières années de la vie.
Le concept de période sensible est apparu tout d'abord en éthologie pour désigner une période de sensibilité à certains types d'apprentissages. On le retrouve chez l'humain, de manière plus ou moins prononcée, sur certains aspects de la perception et certaines habiletés cognitives très spécifiques, comme sur certaines (mais pas toutes) habiletés linguistiques (détails ci-après).

## Éthologie

### Empreinte
L’exemple de période critique le plus populaire en éthologie est celui des oies observées par Konrad Lorenz. Peu après leur naissance, au bout d'un jour ou deux, des oisillons sont particulièrement susceptibles d'apprendre les caractéristiques de leur mère et de leur espèce. Durant cette période, l'oisillon apprend à suivre un stimulus et développe une préférence pour ce stimulus, un phénomène appelé l'empreinte,. Ce comportement permet la survie de l'oisillon dans des conditions naturelles, quand le stimulus est sa mère qui peut le protéger et l'orienter vers l'eau, la nourriture et les abris. Dans des conditions expérimentales, Lorenz a mis en évidence que des conditions doivent être remplies pour que l'empreinte se produise : certains sons ou types de mouvements semblent être nécessaires. Ainsi, il produit des empreintes sur de jeunes oiseaux avec des objets non naturels (lumière électrique, train électrique, objets animés), et avec lui-même.
Ces critères changent d'une espèce à une autre. Chez des chèvres, des éthologues observent que la mère forme un attachement avec son nouveau-né dans les cinq minutes suivant la naissance. Si le nouveau-né est retiré juste après sa naissance durant deux heures, la mère l'attaque. Cependant, si le nouveau-né est resté cinq minutes près d'elle après sa naissance, elle l'accepte après le délai de deux heures,.

### Vision
Une expérience de S. Carlson (1990) sur des singes nouveau-nés montre l’importance des premières expériences visuelles. L’expérience de Carlson de 1990 se porte sur des singes nouveau-nés dont les yeux ont été cousus pendant les douze premiers mois de leur vie. Ils sont ensuite testés les douze mois suivant sur un certain nombre de tâches visuelles. Les résultats montrent qu’ils sont capables de réaliser des tâches comme suivre des yeux un gros objet, mais qu’ils présentent des comportements anormaux lors de l’exploration de leur environnement. Par exemple, pour pallier le déficit visuel occasionné précédemment, les singes vont fortement utiliser leurs mains pour explorer et se sécuriser. Cela montre que la période critique dépassée sans stimulation de l’environnement a eu pour conséquence un fort déficit sensoriel.

## Humains
Comme suggéré tout d'abord par Sigmund Freud, beaucoup de psychologues du développement ont repris et exploré le concept de période sensible. Les théories en stade, développées par Jean Piaget, Erik Erickson, ou Sigmund Freud, se basent sur l'hypothèse qu'à chaque stade, l'enfant est particulièrement sensible à certaines expériences. Les théories qui ne sont pas des théories de stades reprennent aussi l'idée que certaines périodes sont propices ou optimales pour que l'enfant apprenne de certaines expériences.
En plus des périodes sensibles, les humains sont biologiquement équipés pour apprendre une gamme très large de connaissances et savoir-faire généraux et spécifiques : le cerveau humain permet de trouver des solutions à de nouveaux problèmes, ce qui est la base de l'intelligence humaine ; les mains humaines peuvent effectuer des actions variées ; le langage humain permet une communication verbale riche et est caractérisé par sa flexibilité ; et les neurobiologie humain[Quoi ?] permet à l'humain d'apprendre par renforcement. Ces avantages biologiques ont permis de développer des cultures humaines qui transmettent utilisent toutes ces fonctions pour transmettre les savoirs, par imitation et instruction.

### Embryologie
La notion de période critique ou sensible est importante en embryologie puisque des traumas, comme la consommation de certains toxiques, peuvent entraîner des dommages irréversibles sur le fœtus à certains stades de son développement.

### Vision
Un large ensemble de recherches indiquent que chez l'humain, les processus binoculaires de la vision dépendent de l'expérience visuelle précoce durant une période sensible qui s'étend de la naissance à l'âge de deux ans. Pour cette raison, un strabisme opéré avant l'âge de deux ans offre au jeune enfant de bonnes chances de récupérer sa vision stéréoscopique, ce qui n'est plus possible après deux ans,.

### Langage
L'hypothèse de l’existence d'une période critique ou sensible est explorée dans le domaine de l'acquisition du langage. Il existe différentes théories à ce propos.
L’un des premiers à formuler une théorie sur cette période critique linguistique est Eric Lenneberg en 1967, qui considère que cette période commence à l’âge de deux ans et se termine à la puberté, soit en parallèle du développement d'éléments cognitifs responsables du langage. Mais depuis, d’autres théories sur le sujet ont émergé, que ce soit à propos du nombre de périodes critiques et des tranches d’âge touchées, des éléments linguistiques influencés, ou encore des raisons pour lesquelles cette période critique prend fin. Aujourd’hui, il est couramment accepté qu’il existe plusieurs périodes critiques quant à l’apprentissage des langues (au niveau des niveaux de la langue), que ce soit de la langue maternelle ou d’une langue seconde. De plus, on retrouve deux écoles de pensée qui ont des idées différentes sur la question : les générativistes, qui considèrent qu’il existe une grammaire universelle qui nous guide au moment du développement du langage, et les constructivistes, qui supposent que l’environnement et les exemples qui nous entourent aident au développement linguistique.
Le langage peut être divisé en plusieurs catégories comme la prononciation et la compréhension (regroupées sous le terme de phonologie), le vocabulaire (le lexique) ou encore la grammaire (la syntaxe), et on peut retrouver des périodes critiques différentes pour ces multiples niveaux :
- La prononciation et compréhension: selon plusieurs auteurs[8], à la naissance, les nourrissons sont capables de faire la distinction entre le rythme de leur langue maternelle (et autres langues qui lui ressemblent) et des langues qui lui sont différentes. En ce qui concerne la distinction des phonèmes, jusqu’à environ dix mois, la perception des sons de la parole est encore plutôt facile à changer chez les enfants. À partir de dix mois, les catégories de sons commencent à se figer, et il faudrait alors doubler l’exposition au stimulus pour provoquer un changement (Janet F. Werker (en) et Richard Tees, en 1984). Ainsi, la limite des dix mois marquerait le début du déclin de l’apprentissage concernant la prononciation et la compréhension.
- Le vocabulaire: c’est un processus qui n’a pas nécessairement de périodes critiques, car évolue toute notre vie. Néanmoins, certaines recherches tendent à penser que certains éléments, comme le vocabulaire, atteignent le maximum de leur capacité à l’âge adulte (entre 18 et 35 ans), puis stagnent[10]. Ce “pic” de compétence à ce stade de la vie pourrait s’expliquer par le fait que l’apprentissage du vocabulaire se poursuit jusqu’à tard dans l’âge adulte, en raison notamment de divers facteurs environnementaux, comme une exposition continue à de nouveaux mots par exemple.
- La grammaire : une étude[11] sur les capacités d’apprentissage a permis de définir la période critique pour cet élément linguistique. Au regard de leurs résultats, les chercheurs ont observé une évolution dans les réponses des participants, et cela leur a permis de délimiter que les 10-20 premières années de la vie constituent la période durant laquelle les personnes apprennent le plus et que cela continue, à un niveau moins élevé, jusqu’au 30 ans des locuteurs, avant de stagner.

Ce survol des périodes critiques du langage permet de mieux comprendre les risques encourus lorsqu’il n’y a pas de stimulations verbales pendant une longue période de l’enfance (après 1-2 ans jusqu’à 11 ans). En effet, en l’absence de cette stimulation de la parole, les conséquences pour ces personnes pourraient s’avérer dramatiques. Un exemple particulièrement connu d’absence de langage chez l’enfant serait le cas de l’Enfant Sauvage de l’Aveyron (1800, Victor de l'Aveyron), puisque cet enfant semblait présenter un déficit de langage. En janvier 1800, un enfant humain est trouvé dans l’Aveyron. Il ne parle pas et se comporte comme un animal sauvage. Il est envoyé à Paris et est suivi par un médecin, Jean Itard. Le suivi dure onze années et cet enfant sauvage, renommé « Victor », intrigue toute l’Europe. Peu à peu, Victor devint affectueux et pu apprendre à répondre à quelques instructions verbales, mais il n’apprit jamais à parler comme un enfant exposé régulièrement à la parole l’aurait fait.

## Intelligence artificielle
Les modèles connexionnistes ont répliqué un effet de période critique lorsque l'apprentissage du système électronique dépend d'un feed-back essai-erreur (algorithme de rétropropagation du gradient). Bien que le processus d'apprentissage sous-jacent reste le même, un système novice est très sensible à l'apprentissage par ses erreurs, tandis qu'un système plus expert l'est moins et apprend moins. Selon les cognitivistes Johnson et Munakata, un tel phénomène peut illustrer pourquoi une seconde langue est plus difficile à apprendre qu'une première : le système est moins sensible à l'apprentissage par essai-erreur lors de l'apprentissage de la seconde langue qu'il ne l'est pour la première langue qui a été apprise en premier, et non pas simultanément.

## Théories

### Plasticité neuronale
Ce phénomène est étroitement lié à la plasticité neuronale, puisque la plasticité met en action des zones du cerveau différentes pour un apprentissage pendant l’enfance ou l‘adolescence[style à revoir]. Par exemple, l’apprentissage d’une langue étrangère pendant l’adolescence utilise des zones différentes de celles utilisés lors de l’enfance pour l’apprentissage de la langue maternelle (Rutter, 2002).